# Helvine
L'helvine (simbolo IMA: Hlv) è un minerale piuttosto raro del gruppo omonimo appartenente alla classe minerale dei "silicati e germanati" con composizione chimica Mn4[S|(BeSiO4)3]; da un punto di vista chimico è un silicato di manganese-zolfo-berillio. Strutturalmente, appartiene ai tectosilicati.
L'helvine è l'analogo del manganese della danalite (Fe4[S|(BeSiO4)3]), dominata da ferro, e della genthelvite (Zn4[S|(BeSiO4)3]), dominata dallo zinco, minerali con i quali forma una serie completa di cristalli isti.

## Etimologia e storia
Il minerale ricevette il nome helvine, che è ancora valido oggi, nel 1817 da Abraham Gottlob Werner, che lo chiamò con la parola greca ἥλιος ('helios', sole) a causa del suo colore prevalentemente giallo.
Tuttavia, l'helvine era già conosciuta e descritta prima delle note di Werner, tra gli altri da Friedrich Mohs e da Johann Carl Freiesleben.
Le miniere "Brüder Lorenz" e "Friedefürst" vicino a Breitenbrunn nel circondario dei Monti Metalliferi (Sassonia, Germania) sono considerate le località tipo del minerale.

## Classificazione
La nona edizione della sistematica dei minerali di Strunz, valida dal 2001 e aggiornata dall'Associazione Mineralogica Internazionale (IMA) fino al 2009, elenca l'helvine nella classe "9. Silicati (germanati)" e da lì nella sottoclasse "9.F Tettosilicati senza H2O zeolitica"; questa è anche ulteriormente suddivisa in base all'eventuale presenza di anioni aggiuntivi, in modo che il minerale possa essere trovato nella sezione "9.FB Tettosilicati con anioni aggiuntivi" in base alla sua composizione, dove è elencato insieme a bicchulite, kamaishilite, kircherite, kyanoxalite, tsaregorodtsevite, tugtupite, vladimirivanovite, danalite, genthelvite, haüyne, lazurite, nosean e sodalite con le quali forma il sistema nº 9.FB.10.
Tale classificazione è mantenuta anche nell'edizione successiva, proseguita dal database "mindat.org" e chiamata anche Classificazione Strunz-mindat.
Anche la sistematica dei minerali secondo Dana, che viene utilizzata principalmente nel mondo anglosassone, classifica l'helvine nella classe dei "silicati e germanati" e lì nella sottoclasse dei "tectosilicati: reticoli Al-Si" dove può essere trovata insieme a genthelvite e danalite nel "gruppo dell'helvine" con il sistema nº 76.02.04 nell'ambito della suddivisione "tectosilicati: reticoli Al-Si, rappresentanti dei feldspati e specie affini".

## Abito cristallino
L'helvine cristallizza nel sistema cubico nel gruppo spaziale P43n (gruppo nº 218) con il parametro del reticolo a = 8,29 Å e 2 unità di formula per cella unitaria.

## Proprietà
Quando riscaldato, l'helvine si gonfia e si scioglie formando una massa vetrosa opaca bruno-giallastra. Il minerale è solubile in acido cloridrico, rilasciando acido solfidrico (H2S).
Con una durezza Mohs compresa tra 6 e 6,5, l'helvine è ancora uno dei minerali medio-duri che possono essere incisi con una lima d'acciaio, simile al minerale di riferimento ortoclasio (durezza 6).

## Origine e giacitura
L'helvine si forma in rocce ignee come pegmatiti granitiche e sieniti alcaline, ma può anche formarsi idrotermalmente in greisen e skarn, così come per metasomatosi (spostamento di materiale) in depositi. I minerali di accompagnamento includono albite, amazzonite, augite, varie cloriti e granati, columbite, diopside, fluorite, magnetite, phenakite, rodonite, sfalerite, vesuvianite, willemite e wolframite.
Essendo una formazione minerale piuttosto rara, l'helvine può essere abbondante in vari siti, ma nel complesso non è molto comune. Finora sono noti circa 230 siti. Oltre alla sua località tipo, le miniere "Brüder Lorenz" e "Friedefürst" vicino a Breitenbrunn, il minerale si trovava anche in altre miniere della Sassonia in Germania, come "Unverhoffen Glück an der Achte" vicino ad Antonsthal e "Gelbe Birke" vicino a Beierfeld, nonché vicino a Johanngeorgenstadt e Königshain. Inoltre, l'helvine si trovava in alcune cave nelle vicinanze di Tittling in Baviera e nella cava di Henneberg vicino a Weitisberga in Turingia.
L'helvine è stata rinvenuta anche nelle Sawtooth Mountains nella contea di Boise (Idaho, Stati Uniti), dove sono stati scoperti cristalli cubici di helvine con un diametro fino a 2,5 centimetri, anche se è stato sollevato il dubbio che cristalli di dimensioni fino a 12 centimetri siano stati trovati in altri siti.
In Italia l'helvine è stata rinvenuta nei pressi di Ercolano (Campania); a Capranica, Vetralla e Villa San Giovanni in Tuscia (Lazio); presso Niardo, a Chiesa in Valmalenco e Novate Mezzola (Lombardia); a Beura-Cardezza (Piemonte); a Pitigliano e Campo nell'Elba (Toscana).
In Austria, l'helvine è finora stata trovata solo nel Doppelbachgraben vicino a Maiersch in Bassa Austria, a Friedlkogel e a Kaskogel sul Kaiblinggraben vicino a Kleinveitsch in Stiria, oltre che nel ghiacciaio Oberschrammach sullo Schrammacher nella Zillertal tirolese.
Altre località sono sparse per il mondo in vari Stati.

## Utilizzi
L'helvine normalmente non ha alcun significato come materia prima, ma può essere prezioso come minerale di berillio se viene accumulato localmente.

## Forma in cui si presenta in natura
Il minerale ha aspetto traslucido e di solito sviluppa cristalli isometrici, tetraedrici e dodecaedrici o pseudo-ottaedrici, ma si trova anche sotto forma di aggregati minerali granulari o sferolitici. Il suo colore di solito varia da un giallo grigiastro chiaro a un giallo verdastro. Tuttavia, a causa della sua formazione cristallina mista con danalite e genthelvite, nonché con varie miscele estranee, può anche assumere un colore dal rosso al marrone. Le superfici in cristallo hanno una lucentezza vitrea, mentre il colore del suo striscio è grigio-bianco.